# Os Quarenta e Cinco

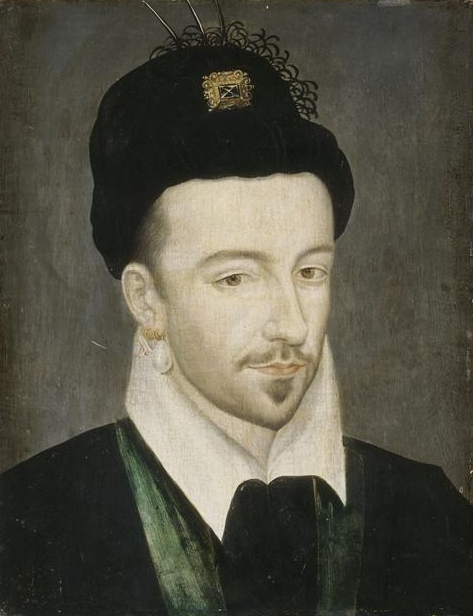
Retrato de Henrique III de França
Palácio de Versailles

Les quarante-cinq (br/pt: Os Quarenta e Cinco) é um romance histórico escrito por Alexandre Dumas entre 1847 e 1848. É a terceira parte de uma série de livros que se convencionou chamar Os Romances Valois, que é precedida por A Rainha Margot e por A Dama de Monsoreau. A série abrange um período histórico que vai desde o final do reinado de Carlos IX, rei de França, com enfase na perseguição aos huguenotes e na Noite de São Bartolomeu, (período abordado por A Rainha Margot) até o de seu irmão, Henrique III, último rei da dinastia Valois, e seus conflitos com o Duque de Guise e a Liga Católica. Foi escrito em colaboração com Auguste Maquet.

## Contexto
A ação se passa entre 1585 e 1586, treze anos após o Massacre de São Bartolomeu. Tendo sucedido a seu irmão Carlos IX, Henrique III reina há dez anos sem ter conseguido acalmar a agitação política e religiosa que divide o reino em facções.
Na verdade, Dumas embaralha as datas. Uma parte da intriga faz referência à Sétima Guerra da Religião, dita "A Guerra dos Amantes", com a tomada de Cahors por Henrique de Navarra, cinco anos antes. Guilherme, o Taciturno, assassinado em 1584, está ainda bem vivo no romance de Dumas e, se é exato que ele teria encorajado Francisco, Duque de Anjou, a desejar a coroa dos Países Baixos e que este tenha se tornado Duque de Brabante em 1582, é em 1583 (e não em 1585 ou 1586) que teve lugar o ataque a Antuérpia do qual o Duque de Joyeuse não participou, mas que realmente foi uma derrota francesa. O Duque de Anjou, morto de fato de tuberculose em 1584, em Château-Thierry, morre envenenado ao final do romance, realizando assim uma das previsões de Côme Ruggieri no primeiro romance da trilogia,"A Rainha Margot". O Conde Henrique du Bouchage realmente retirou-se do mundo para tornar-se capuchinho, mas foi de dor pela morte de sua esposa, Catarina de la Valette, e não de ressentimento pela frieza de Diana de Méridor, como imagina Dumas.

## O Romance

### Intrigas Cruzadas
Os materiais históricos ofereciam a Dumas uma multiplicidade de pistas entre as quais este escolheu três eixos principais : 
- Os acontecimentos em Paris,
- O crescimento de poder de Henrique de Navarra no Béarn e
- A derrota do Duque de Anjou em Flandres.

Para estabelecer uma ligação simbólica forte entre as diferentes intrigas já no início do romance, Dumas reune os principais personagens da ficção em um bairro tranquilo de Paris onde encontram-se :
- "L'Épée du Fier Chevalier" - "A Espada do Cavaleiro Orgulhoso"  (br/pt) - albergue onde moram os "Quarenta e Cinco" ;
- A casa sempre trancada onde habitam a Dama de Monsoreau e seu fiel companheiro Rémy e onde, sob suas janelas, o Conde de Bouchage, apaixonado, passa suas noites ;
- A casa do burguês Robert Briquet, nome sob o qual se esconde Chicot (antigo bobo da corte de Henrique III e um dos personagens principais do segundo livro da trilogia, "A Dama de Monsoreau", que retirou-se da Corte.

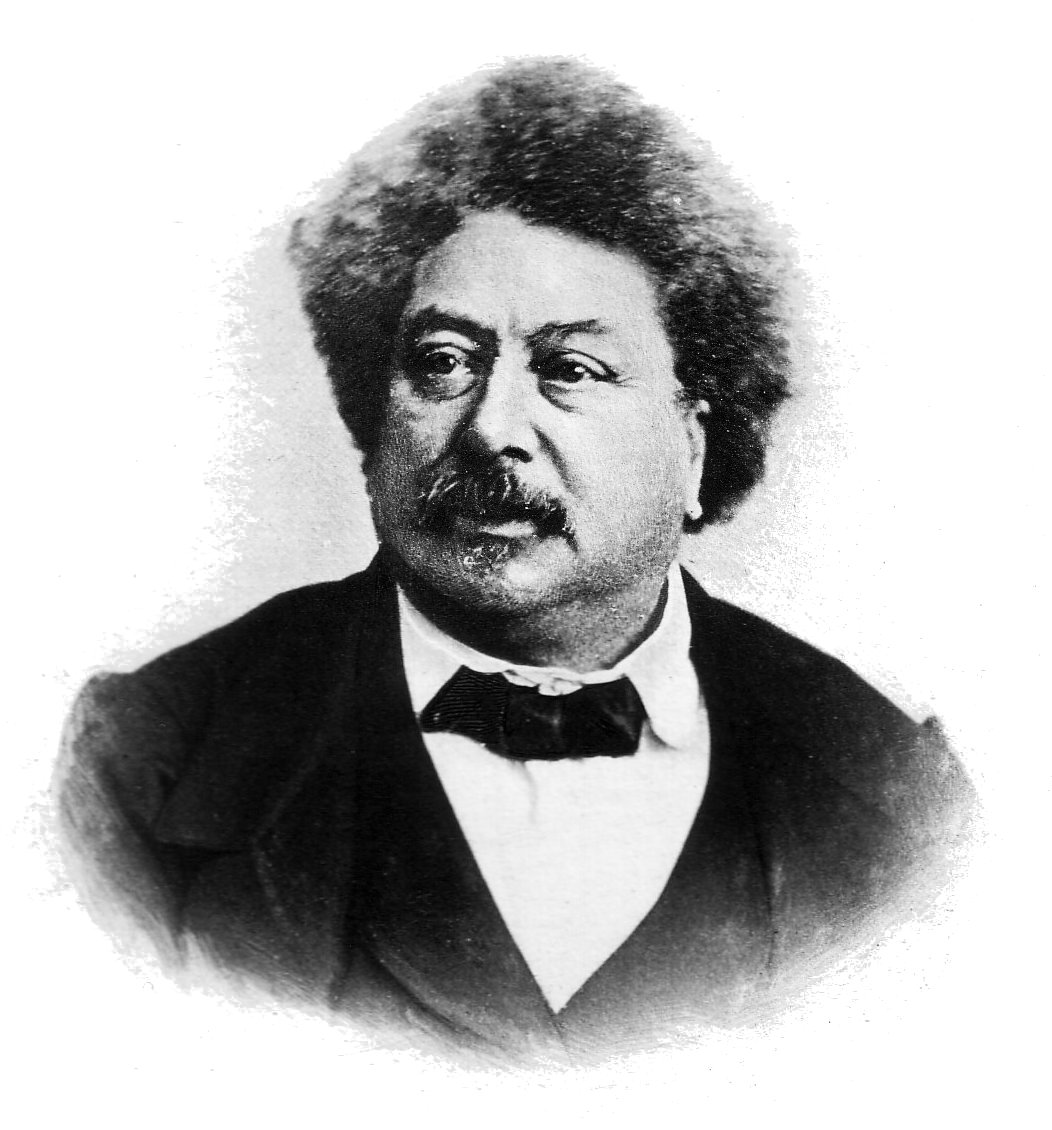
Alexandre Dumas, pai

A partir deste local imaginário, os personagens criados por Dumas vão encontrar-se com personagens históricos, bastante romanceados, enquanto "Os Quarenta e Cinco" levam o leitor até o Palácio do Louvre, à casa dos partidários da Liga e aos campos de batalha do Béarn e de Flandres.
Ernauton de Carmainge, um dos Quarenta e Cinco, é o herói romântico da intriga parisiense; Chicot, aliás Mestre Briquet, faz a ligação entre Paris e o Béarn, onde é enviado como embaixador pelo rei. Henrique du Bouchage e Diane de Méridor asseguram por sua vez a junção romanesca com os acontecimentos de Flandres.
- Intrigas políticas :
  - Os "Quarenta e Cinco" são cavalheiros gascões engajados pelo Duque d'Épernon, favorito do rei, para uma missão que desconhecem quando de sua chegada à capital. Destinados a formar a guarda íntima do rei, eles vão protegê-lo dos Guises, associados aos burgueses da Liga, que querem organizar uma nova "Noite de São Bartolomeu" para liquidar "políticos". A Diquesa de Montpensier, irmã do Duque de Guise, trama para sequestrar o rei e fazê-lo entrar para um monastério, querendo assim tomar o poder. Graças aos "Quarenta e Cinco", Henrique escapa do complô.
  - Henrique de Navarra, que interpreta o papel de príncipe inofensivo, unicamente entretido com suas amantes em Nérac, está na verdade ocupado em formar um exército que usa para tomar a cidade de Cahors.
  - O Duque de Anjou, acampado frente a Antuérpia, ataca a cidade com sua cavalaria calvinista, sua infantaria católica e seus reforços comandados pelo Almirante de Joyeuse. Prevenidos por um traidor, os flamengos rechaçam os franceses, fazem explodir os diques e d'Anjou foge covardemente, batendo em retirada até Château-Thierry.

- Intrigas amorosas :
  - Ernauton de Carmainge, um dos "Quarenta e Cinco", fiel ao rei a quem prestou juramento, apaixona-se pela Duquesa de Montpensier, ignorando que esta é inimiga do Rei Henrique III.
  - Henrique de Joyeuse, irmão de Anne e do Cardeal de Joyeuse, ama uma mulher misteriosa que recusa-se a vê-lo e falar-lhe. É Diana de Méridor, que carrega há seis anos luto por Bussy d'Amboise ("A Dama de Monsoreau") e quer vingar-se do Duque de Anjou que ela acredita ser responsável pela morte do amante.

O final do romance faz acreditar que Dumas previa uma continuação. Ele deixa pistas evidentes neste livro : 
- Sabe-se que o Duque Henrique de Guise foi assassinado em 1588 pelos "Quarenta e Cinco", no Castelo de Blois
- Personagens insuficientemente exploradas dentro do romance se formos comparar os capítulos consagrados a sua chegada a Paris e aqueles onde têm efetivamente um papel dentro da trama que leva seu nome.
- O Rei Henrique III conhece por acaso um jovem monge, o irmão Jacques Clément, a quem, por ironia trágica de Dumas, oferece um punhal, talvez o mesmo que servirá mais tarde para seu assassinato em 1589.
- Enfim, o romance termina com a morte anacrônica do Duque de Anjou, abrindo as seguintes questões envolvendo o trono da França : Quem sucederá a Henrique III, Henrique de Navarra ou de Guise ? Aparentemente de Guise, diz o final do romance, em menosprezo à História. É um procedimento comum aos folhetins que Dumas conhecia bem.

Desta forma, tudo indica que o final do livro não seria uma conclusão e sim um gancho para um próximo volume da saga dos Valois.

### Personagens
- Os Valois
  - O Rei: Henrique III, envelhecido, melancólico, mas também desabusado e previdente com relação aos que o rodeiam. Dumas serve-se do personagem para ilustrar a solidão do poder. Henrique está cercado por ambiciosos, como o Duque d'Épernon, que só pensam em seu próprio proveito, jovens favoritos como os irmãos de Joyeuse a quem a falta de carisma pouco inspira, e de inimigos que cobiçam o trono. Sua mãe, Catarina de Médicis, foi afastada da Corte e ele rompeu com a irmã, Margarida, a Rainha Margot. Seu único amigo verdadeiro é seu bobo, Chicot.
  - O Duque de Anjou : morto em 1584 de tuberculose, Francisco, Duque de Anjou foi ressuscitado por Dumas. Ele está refugiado no norte, onde, manipulado pelo Príncipe de Orange, se autoproclama Duque de Brabante. Henrique III havia prometido ajudá-lo mas tarda a enviá-la para mantê-lo afastado de Paris. Personagem medíocre, sem honra, Anjou morre assassinado.
- O Bourbon : Henrique de Navarra, tal qual Bruto ou Hamlet, faz-se de inofensivo enfurnado na província, a ponto do rei desprezá-lo : "Os Bourbons são sensuais e circunspectos, mas sem idéias, sem força, sem vontade ; veja apenas Henrique"[2], diz ele a seu bufão. Mas, sob esta máscara, esconde-se um verdadeiro monarca, astuto, fino estrategista, capaz de dominar o terror para reunir seus homens ao redor de seu penacho branco no apogeu das batalhas. É um personagem moderno, um "político", cuja energia e inteligência opõem-se à inércia dos Valois, e cujo pragmatismo à Maquiavel contrasta com a ideologia cavalheiresca dos Joyeuse edod d'Ernauton de Carmainge. Dumas tem a maior indulgência para com seu epicurista a quem elogia.
- Chicot, bufão e conselheiro de Henrique III, faz-se passar por morto e, sob o pseudônimo de Mestre Robert Briquet, torna-se membro da Liga Católica para espionar melhor os inimigos do rei. Espadachim emérito, é também latinista e lê Montaigne, um novo autor editado há apenas quatro anos. É o personagem a quem Dumas mais se liga dentro do romance.
- Ernauton de Carmainge : é um herói romanesco, cavalheiro, belo, inteligente, letrado e moldado por um código de honra que guia todos os seus atos. Contrariamente a Chicot, que o iguala em coragem e habilidade, mas que possui fraquezas associadas, Carmainge é um personagem perfeito, que permanece assim um pouco inconsistente e que termina o livro com seu destino indefinido, talvez porque Dumas previsse uma sequência jamais escrita.
- D'Épernon : Dumas pinta o personagem como um arrivista gascão, mas seu papel diminui de importância no decorrer do livro, bem como o de seu segundo, Loignac, e, em geral, o de todos os "Quarenta e Cinco".
- Os Joyeuse : o personagem Duque de Joyeuse é pouco desenvolvido. É um cavalheiro na tradição dos Bussy d'Amboise, que dá o melhor de si durante a derrota de Antuérpia onde consegue reunir as tropas em fuga e salca a vida dos soldados franceses abandonados pelo Duque de Anjou. Seu irmão, Henrique du Bouchage, é um personagem que evoca o mosqueteiro Athos, de "Os Três Mosqueteiros", outro melancólico dentro do universo de Dumas. Personagem cavalheiresco, persegue um amor impossível até o momento em que, ao descobrir que aquela a quem ama acaba de tornar-se assassina, abandona o mundo para tornar-se monge.
- Dom Modeste Gorenflot : o monge irreverente de "A Dama de Monsoreau" tornou-se cônego prebendado de uma rica abadia onde os dias transcorrem felizes entre a cama e a mesa. Ele aloja a suas espensas um exército de partidários da Liga e deixa-se enganar tanto pelo falso monge Borrômée, agente dos Guise, quanto por Chicot, espião do rei. Dumas, amante da boa mesa e autor de um livro gastronômico, aproveita o apetite do digno abade para apresentar um menu gargantuesco.

## Personagens Históricos
Henrique III • Catarina de Médicis • Francisco, Duque de Anjou •  Anne de Joyeuse • Francisco de Joyeuse, Cardeal de Joyeuse • Du Bouchage • D'Épernon • Henrique I, Duque de Guise • Catarina de Guise, Duquesa Montpensier • Carlos, Duque de Mayenne • Jacques Clément • Henrique de Navarra • Margarida de França, a Rainha Margot • Guilherme I de Orange-Nassau • Crillon

### Ligações Internas
- Guerras religiosas na França
- Casa de Valois
- Casa de Guise
- Casa de Bourbon
- Alexandre Dumas (pai)